# Disphragis notabilis
Disphragis notabilis är en fjärilsart som beskrevs av William Schaus 1906. Disphragis notabilis ingår i släktet Disphragis och familjen tandspinnare. Inga underarter finns listade i Catalogue of Life.